# Parafusulinella
Parafusulinella es un género de foraminífero bentónico de la subfamilia Wedekindellininae, de la familia Fusulinidae, de la superfamilia Fusulinoidea, del suborden Fusulinina y del orden Fusulinida. Su especie tipo es Parafusulinella propria. Su rango cronoestratigráfico abarca desde el Moscoviense hasta el Desmoinesiense inferior (Carbonífero superior).

## Discusión
Clasificaciones más recientes incluyen Parafusulinella en la subclase Fusulinana de la clase Fusulinata.

## Clasificación
Parafusulinella incluye a las siguientes especies:
- Parafusulinella mexicana †
- Parafusulinella propria †